# Passalus sulcifrons
Passalus sulcifrons (лат.) — вид сахарных жуков рода Passalus из семейства пассалиды (Passalidae). Неотропика (Эквадор). Имеют длину до 5 см (43-49,5 мм), чёрные, блестящие. Брахиптерные. Тело выпуклое. Лицо широкие, полностью покрыто плотными точками; медиально-фронтальный + латерофронтальный бугорки мелкие, но крупнее, чем внутренние бугорки, от которых они отделены; мезостернальные бороздки отсутствуют или малозаметны; задний угол мезепистернума и мезепимер мелко опушены; сетчатые пунктуры в передней области крае и в метастернальных ямках, с опушение состоит из редких и коротких волосков в передней области.